# Eginhard Schlachta
Eginhard Schlachta (* 5. September 1919 in Czerwionka, Oberschlesien; † 13. August 1996) war ein deutscher Politiker des GB/BHE.

## Leben und Beruf
Nach dem Abitur absolvierte Schlachta eine Ausbildung zum Drogisten. Danker und Lehmann-Himmel charakterisieren seine Grundorientierung in der NS-Zeit aufgrund seines jungen Alters als „ns-sozialisiert“. Er kam nach dem Zweiten Weltkrieg als Heimatvertriebener nach Schleswig-Holstein.

## Partei
Schlachta schloss sich in Schleswig-Holstein dem GB/BHE an und wurde dessen Kreisvorsitzender in Flensburg.

## Abgeordneter
Ab 1951 war Schlachta Mitglied der Stadtverordnetenversammlung von Flensburg. Dem Landtag Schleswig-Holstein gehörte er vom 29. Januar 1951, als er für Hermann Struck nachrückte, bis 1958 an. Ab 1954 vertrat er den Wahlkreis Flensburg-Ost im Parlament. Von 1954 bis 1958 war er stellvertretender Vorsitzender des Finanzausschusses und des Wahlprüfungsausschusses des Landtages.

## Öffentliche Ämter
Vom 21. September 1953 bis zum 6. August 1954 war Schlachta Parlamentarischer Vertreter des schleswig-holsteinischen Finanzministers und vom 19. Oktober 1954 bis zum 11. November 1958 des Ministers für Arbeit, Soziales und Vertriebene.